# Große Moschee von Dosso

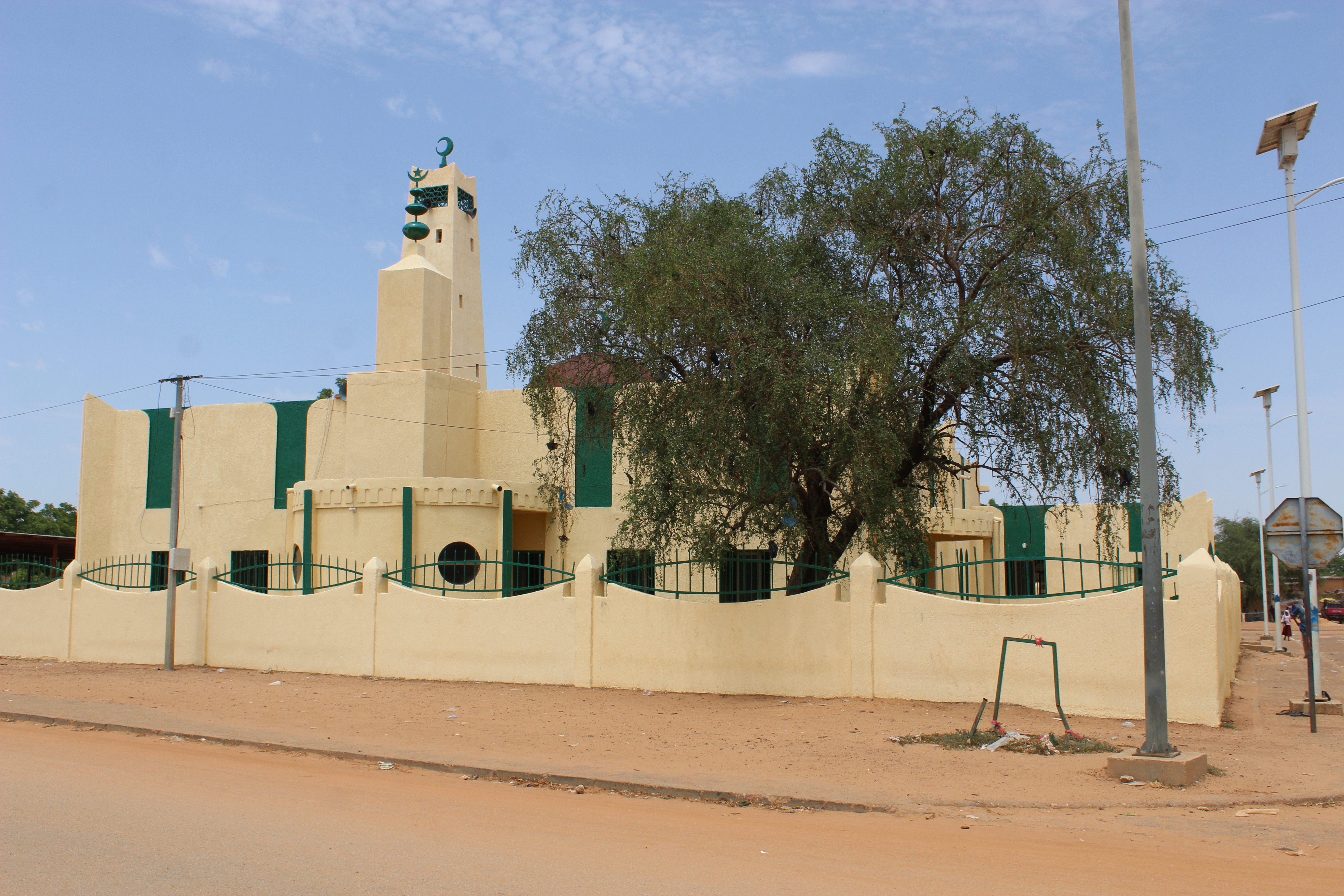
Große Moschee von Dosso (2023)

Die Große Moschee von Dosso ist die zentrale Freitagsmoschee in der Stadt Dosso in Niger.
Die Moschee liegt im Stadtzentrum gegenüber dem Palast des Zarmakoye. Ihre Fassade ist in Weiß- und Grüntönen gehalten. Das sich nach oben verjüngende Einzel-Minarett weist eine rechteckige Grundfläche auf und wird von einem grünen Hilal gekrönt. Es ist eines der wenigen Beispiele der Moscheenarchitektur, bei denen das ikonische Einzel-Minarett der Großen Moschee von Agadez Vorbild gestanden hat. In der Großen Moschee von Dosso befindet sich die Grabstätte von Alboury Ndiaye, des letzten Herrschers des Reichs Jolof.
Die ursprüngliche Moschee war eine Strohhütte. Diese wurde 1917 im Auftrag des Zarmakoye, des traditionellen Herrschers von Dosso, durch einen Lehmbau ersetzt. Die Bauarbeiten wurden von Hausa-Baumeistern aus Sokoto durchgeführt. Diese Moschee zählte zu den architektonisch bedeutendsten traditionellen Moscheen Nigers. Sie wurde 1978 abgebrochen. An ihrer Stelle wurde 1979 die heutige Moschee erbaut. Umfassende Renovierungsarbeiten, die etwa 250 Millionen CFA-Franc kosteten, wurden 2015 abgeschlossen.